# Coeficiente de transferência térmica
O coeficiente de transferência térmica ou coeficiente de transferência de calor, em termodinâmica e em engenharia mecânica e química, é usado no cálculo da transferência de calor, tipicamente por convecção ou mudança de fase entre um fluido e um sólido:
{\displaystyle h={\frac {\Delta Q}{A\cdot \Delta T\cdot \Delta t}}}
onde
ΔQ = entrada de calor ou perda de calor, J
h = coeficiente de transferência térmica, W/(m2K)
A = área de superfície de transferência térmica, m2
{\displaystyle \Delta T} = diferença na temperatura entre a área da superfície do sólido e a do fluido circundante, K
{\displaystyle \Delta t} = período de tempo, s
Da equação acima, o coeficiente de transferência de calor é o coeficiente de proporcionalidade entre o fluxo de calor, Q/(AΔt), e a força condutora termodinâmica para o fluxo de calor (i.e., a diferença de temperatura, ΔT).
O coeficiente de transferência de calor tem unidades SI em watt por metro quadrado kelvin: W/(m2K).
Existem numerosos métodos para o cálculo do coeficiente de transferência de calor em diferentes modos de transferência de calor, diferentes fluidos, regimes de fluxo, e sob diferentes condições termohidráulicas. Frequentemente pode ser estimado pela divisão da condutividade térmica do fluido em convecção por uma escala de comprimento. O coeficiente de transferência térmica é frequentemente calculado do número de Nusselt (um número adimensional).

## Correlação de Dittus–Boelter

Representação esquemática da convecção na presença de um campo gravitacional.

Uma correlação comum e particularmente simples útil para muitas aplicações é a correlação de transferência de calor de Dittus–Boelter para fluidos em fluxo turbulento. Esta correlação é aplicável quando convecção forçada é o único modo de transferência de calor; i.e., não há ebulição, condensação, radiação significativa, etc. A precisão desta correlação é considerada como sendo de ±15%.
Para um líquido fluindo em um tubo reto de seção circular com um número de Reynolds entre 10.000 e 120.000 (na faixa de fluxo turbulento em tubos), quando o número de Prandtl do líquido encontra-se entre 0,7 e 120, para uma localização distante da entrada do tubo (mais que 10 diâmetros do tubo; mais que 50 diâmetros de acordo com alguns autores) ou outros distúrbios de fluxo, e quando a superfície do tubo é hidraulicamente suave, o coeficiente de transferência de calor entre o volume do fluido e a superfície do tubo pode ser expresso como:
{\displaystyle h={{k_{w}} \over {D_{H}}}Nu}
onde
{\displaystyle k_{w}} - condutividade do líquido (i.e. água)
{\displaystyle D_{H}} - {\displaystyle D_{i}} - Diâmetro hidráulico
Nu - Número de Nusselt
{\displaystyle Nu={0.023}\cdot Re^{0.8}\cdot Pr^{n}}   (correlação de Dittus-Boelter)
Pr - Número de Prandtl
Re - Número de Reynolds
n = 0.4 para aquecimento (parede mais quente que o volume do fluido) e 0.33 para resfriamento (parede mais fria que o volume do fluido) .
As propriedades do fluido necessárias para a aplicação desta equação são avaliadas na temperatura do volume do fluido então evita-se interação.

## Correlação de Thom
Existem correlações específicas simples para fluidos para o coeficiente de transferência térmica em ebulição. A correlação de Thom é adequada a fluxo de água em ebulição (sub-resfriada ou saturada a pressões até aproximadamente 20 MPa) sob condição onde a contribuição de ebulição nucleada predomina sobre a convecção forçada. Esta correlação é útil para estimativa grosseira da diferença de temperatura esperada dado o fluxo de calor:
{\displaystyle \Delta T_{sat}=22.5\cdot {q}^{0.5}\exp(-P/8.7)}
onde:
{\displaystyle \Delta T_{sat}} é a elevação da temperatura de parede acima da temperatura de saturação, K
q é o fluxo de calor, MW/m2
P é a pressão da água, MPa
Note-se que esta correlação empírica é específica para as unidades dadas.

## Coeficiente de transferência térmica de parede de tubos
A resistência ao fluxo de calor pelo material da parede do tubo pode ser expressa como um "coeficiente de transferência de calor da parede do tubo". Entretanto, necessita-se selecionar se o fluxo de calor é baseado no diâmetro interno ou externo do tubo.
Selecionando-se a base para o fluxo de calor no diâmetro interno do tubo, e assumindo-se que a espessura da parede do tubo é relativamente pequena em comparação com o diâmetro interno do tubo, então o coeficiente de transferência de calor para a parede do tubo pode ser calculada como se a parede não fosse curva:
{\displaystyle h_{wall}={k \over x}}
Onde k é a efetiva condutividade térmica do material da parede e x é a espessura da parede.
Se a suposição não for mantida, então o coeficiente de transferência de calor da parede pode ser calculado usando-se a seguinte expressão:
{\displaystyle h_{wall}={2k \over {d_{i}\ln(d_{o}/d_{i})}}}
onde di e do são os diâmetros interno e externo do tubo, respectivamente.
A condutividade térmica do material do tubo normalmente depende da temperatura; a condutividade térmica média é frequentemente usada.

## Combinando coeficientes de transferência térmica
Para dois ou mais processos de trasferência de calor atuando em paralelo, coeficientes de transferência térmica simplesmente adicionam-se:
{\displaystyle h=h_{1}+h_{2}+\dots }
Para dois ou mais processos de trasferência de calor  conectados em série, coeficientes de transferência térmica adicionam-se inversamente:
{\displaystyle {1 \over h}={1 \over h_{1}}+{1 \over h_{2}}+\dots }
Por exemplo, considerando-se um tubo com um fluido fluindo no seu interior. A taxa de transferência de calor entre o volume do fluido dentro do tubo e a superfície externa do tubo é:
{\displaystyle Q=\left({1 \over {{1 \over h}+{t \over k}}}\right)\cdot A\cdot \Delta T}
onde
Q = taxa de transferência térmica (W)
h = coeficiente de transferência térmica (W/(m2·K))
t = espessura da parede (m)
k = condutividade térmica da parede (W/m·K)
A = área (m2)
{\displaystyle \Delta T} = diferença em temperatura.

## Coeficiente de transferência térmica global
O coeficiente de transferência térmica global {\displaystyle U} é a medida da habilidade global de uma série de barreiras condutivas e convectivas para transferir calor. É comumente aplicado ao cálculo de transferência de calor em trocadores de calor, mas pode ser aplicado igualmente bem a outros problemas.
Para o caso do trocador de calor, {\displaystyle U} pode ser usado para determinar a transferência de calor total entre as duas correntes no trocador de calor pela seguinte relação:
{\displaystyle \ Q=UA\Delta T_{LM}}
onde
{\displaystyle Q} = taxa de transferência térmica (W)
{\displaystyle U} = coeficiente de transferência de calor global (W/(m²·K))
{\displaystyle A} = área de superfície de transferência de calor (m2)
{\displaystyle \Delta T_{LM}} = diferença de temperatura média logarítmica (K)
O coeficiente de transferência térmica global leva em conta os coeficientes de transferência térmicas individuais de cada corrente e a resistência do material do tubo. Pode ser calculado como o recíproco da soma de uma série de resistências térmicas (mas existem mais complexas relações, por exemplo quando transferência de calor toma lugar por diferentes rotas em paralelo):
{\displaystyle {\frac {1}{UA}}=\Sigma {\frac {1}{hA}}+\Sigma R}
onde
R = Resistência(s) ao fluxo de calor na parede do tubo (K/W)
Outros parâmetros como os acima.
O coeficiente de transferência de calor é o calor transferido por unidade de área por kelvin.  Então área é incluida na equaçã como representando a área sobre a qual a transferência de calor toma lugar. As áreas de cada fluxo irão ser diferentes como representam a área de contato com o fluido de cada lado.
A resistência térmica devida a parede do tubo é calculada pela seguinte relação:
{\displaystyle R={\frac {x}{k\cdot A}}}
onde
x = espessura da parede (m)
k = condutividade térmica do material (W/(m·K))
A = área total do trocador de calor (m2)
Isto representa a transferência de calor por condução no tubo.
A condutividade térmica é uma característtica particular do material. Valores de condutividades térmica para vários materiais são listados na lista de condutividades térmicas.
Como mencionado inicialmente no artigo o coeficiente de transferência térmica convectiva para cada corrente depende do tipo de fluido, propriedades do fluxo e da temperatura.
Alguns típicos coeficientes de transferência de calor incluem:
- Ar - h = 10 to 100 W/(m2K)
- Água - h = 500 to 10,000 W/(m2K)

## Resistência térmica devida a depósitos de incrustação
Superfícies de revestimento podem formar-se sobre superfícies de transferências térmica devido a incrustação. Esta adiciona resistência térmica extra à parede e pode construir diminuir notavelmente o coeficiente de transferência de calor global e então a performance. (Incrustação pode também causar outros problemas.)
A resistência térmica adicional devida a incrustação pode ser encontrada pela comparação do coeficiente de transferência térmica global determinado de medições laboratoriais com cálculos baseados em correlações teóricas. Elas podem também ser avaliadas do desenvolvimento coeficiente de transferência térmica global com tempo (assumindo-se que o trocador de calor opera sob condições idênticas). Isto é comumente aplicado na prática, e.g.. A seguinte relação é frequentemente usada:
{\displaystyle {\frac {1}{U_{exp}}}} = {\displaystyle {\frac {1}{U_{pre}}}+R_{f}}
onde
{\displaystyle U_{exp}} = coeficiente de transferência de calor global baseado em dados experimentais para o trocador de calor no estado "incrustado", {\displaystyle {\frac {W}{m^{2}K}}}
{\displaystyle U_{pre}} = coeficiente de transferência de calor global baseado em dados calculados ou medidos ("trocador de calor limpo"), {\displaystyle {\frac {W}{m^{2}K}}}
{\displaystyle R_{f}} = resistência térmica devido à incrustação, {\displaystyle {\frac {m^{2}K}{W}}}